# Pascale Bailly
Pour les articles homonymes, voir Bailly.
Pascale Bailly est une cinéaste française.

## Filmographie
- 1993 : Comment font les gens (moyen-métrage)[1],[2]
- 1996 : Mademoiselle personne (long-métrage)[3]
- 1996 : Mariage d'amour (téléfilm), dans la collection Combats de femme[4]
- 2001 : Dieu est grand, je suis toute petite (long-métrage)[5]
- 2008 : Adrien (téléfilm)[6]
- 2011 : Les Mauvais Jours (téléfilm)[7]
- 2013 : C'est pas de l'amour (téléfilm)[8]
- 2015 : Presque comme les autres (téléfilm)[9]